# 蓬高地区圣约翰县

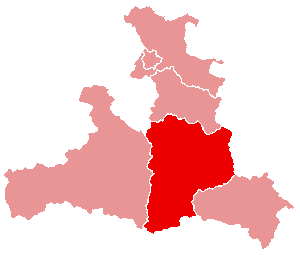
蓬高地区圣约翰县在萨尔茨堡州的位置

蓬高地区圣约翰县（德語：Bezirk St. Johann im Pongau）是奥地利萨尔茨堡州所辖的一个县。总面积1755.37平方公里，总人口82,565，人口密度47人/平方公里（2023年）。行政中心位于蓬高地区圣约翰。

## 行政区域
蓬高地区圣约翰县辖有25个市镇。